# Egidio (nombre)
Egidio es un nombre propio masculino de origen latino en su variante en español. Su significado es «protegido», «el que se encuentra bajo la égida», derivado del mito griego sobre la égida (en griego antiguo αἰγίς aigís), la piel de la cabra Amaltea, nodriza de Júpiter. Una variante de este nombre o apellido es Gil.

## Santoral
- 14 de mayo: Beato Egidio de Santarem, religioso dominico.
- 1 de septiembre: San Egidio Abad (o San Gil) fue un cenobita del siglo VI originario de Atenas.

## Variantes
- Gil.
- Femenino: Egidia.

### Variantes en otros idiomas
| Variantes en otras lenguas | Variantes en otras lenguas |
| -------------------------- | -------------------------- |
| Español                    | Egidio, Gil                |
| Alemán                     | Ägidius                    |
| Catalán                    | Egidi, Gil                 |
| Checo                      | Jiljí                      |
| Corso                      | Egidiu                     |
| Eslovaco                   | Egídius                    |
| Esperanto                  | Egidio                     |
| Euskera                    | Egidi                      |
| Francés                    | Égide, Gilles              |
| Gallego                    | Exidio                     |
| Holandés                   | Egidius                    |
| Húngaro                    | Egyed                      |
| Inglés                     | Aegidius, Giles            |
| Italiano                   | Egidio                     |
| Latín                      | Ægidius                    |
| Lituano                    | Egidijus                   |
| Polaco                     | Aegidiusz, Idzi            |
| Portugués                  | Egídio                     |
| Rumano                     | Egidiu                     |
| Ruso                       | Эгидий (Egidij)            |
| Serbio                     | Егидије (Egidije)          |
| Sueco                      | Egidius                    |